# フランコ・ファンタシア
フランコ・ファンタジア（Franco Fantasia、1924年3月5日 - 2002年11月10日）は、イタリアの映画俳優、スタントマン、フェンシング・マスター。
1951年から2002年まで100本以上の映画やTVに出演。マカロニ・ウエスタンが流行った1960年代からはフランク・ファレル（Frank Farrell､Frank Farrel）の変名を用い、フランク・ファンタジア（Frank Fantasia）やフランチェスコ・ファンタジア（Francesco Fantasia）とクレジットされることもあった。尚、兄弟のアンドレア・ファンタジアも俳優で、フランコと同時代にスタントや殺陣も務めた。

## 特徴

### 俳優として
1950年代から1990年代にかけて活動したイタリアの助演男優、殺陣師。ピエトロ・ジェルミ監督の『鉄道員』（1956年）の頃には既に出演歴がある。多くのイタリアの俳優が恩恵に浴したのは1960年代から1970年代にかけてのマカロニウエスタン時代で、そんな彼も時流に乗り、善悪問わず数多くの役柄を演じることになる。元々はフェンシングの心得があり、史劇大作『エル・シド』（1961年）の起用や『ワーテルロー』（1969年）のスタント・コーディネーターへの抜擢に繋がっている。マカロニウエスタン・ブームが去った後は、夥しい数の娯楽作に顔を出している。クレジットされないこともしばしばで、『テンタクルズ』（1977年）の序盤に怪物に呑み込まれたりもしている。また、ジュリアーノ・モンタルド監督の『タイム・トゥ・キル/愛と勇気の戦場（エネミー・オブ・ウォー）』（1989年/未/ビデオ/dvd）ではスタント・コーディネーターを務めると共に、主演のニコラス・ケージの抜歯をする医師役で登場する。

### 殺陣師として
1950年代末から1960年代に掛けて流行ったペプラム物を中心とする娯楽史劇では、俳優と並行してアクション演出（スタント・コーディネーター、マエストロ・ダルミ、コレオグラファー、マスター・オブ・アームとクレジットされることもある）や殺陣師（フェンシング・マスター）として活躍した。
テレンス・ヤング監督、アンソニー・クイン主演の『残虐の掟』（1967年）、ナポレオン戦争が題材のセルゲイ・ボンダルチュク監督の『ワーテルロー』（1969年）、リビアとの合作の戦争ドラマ『砂漠のライオン』（1980年）等、国際的な規模の大作にも起用された。

### 助監督として
イタリア映画界ではアクション演出が出来る者が助監督を務めることが少なくなかった。クレジットされた助監督としてはウンベルト・レンツィ監督の『北アフリカ特攻作戦（デザート・コマンド）』（1967年/未/TV放映/dvd）が最初で、以後1990年代の初頭までレンツィ監督作品の助監督を出演の傍ら多数担当した。また、1970年代はセルジオ・ソリーマやフェルディナンド・バルディ、セルジオ・マルティーノ作品にも起用され、1980年代からはランベルト・バーヴァやトニーノ・ヴァレリイ等の作品群にも参加している。

## フィルモグラフィー
- 『クォ・ヴァディス』（1951年）（クレジットなし）マーヴィン・ルロイ監督
- 『エジプト人』（1954年）（クレジットなし）マイケル・カーティス監督
- 『鉄道員』（1956年）（クレジットなし）ピエトロ・ジェルミ監督
- 『ベン・ハー』（1959年）（クレジットなし）ウィリアム・ワイラー監督
- 『マラソンの戦い』（1959年）ジャック・ターナー監督
- 『ダビデとゴライアス』（1960年）（スタント・コーディネーター）フェルディナンド・バルディ、リシャール・ポイッティア、オースン・ウェルズ（クレジットなし）共同監督
- 『エル・シド』（1961年）アンソニー・マン監督
- 『西部の英雄バッファロー・ビル』（1963年/未ソフト化）（スタント・コーディネーターも）ジョン・W・フォードスン（マリオ・コスタ）監督
- 『荒野の1ドル銀貨』（1965年）カルヴィン・ジャクスン・パジェット（ジョルジオ・フェロー二）監督
- 『地獄から来たプロガンマン』（1966年）アルバート・カーディフ（アルベルト・カルドーネ）監督
- 『砂塵に血を吐け』（1966年）アルバート・カーディフ（アルベルト・カルドーネ）監督
- 『エル・グレコ』（1966年/未/TV放映）
- 『残虐の掟』(1967年)（殺陣も）テレンス・ヤング監督
- 『北アフリカ特攻作戦（デザート・コマンド）』（1967年/未/TV放映/dvd）（助監督も）ウンベルト・レンツィ監督
- 『地獄の一匹狼』（1968年）アレックス・バークス（カミロ・バッツォーニ）監督
- 『ワーテルロー』（1969年）（スタント・コーディネーターも）セルゲイ・ボンダルチュク監督
- 『激戦地』(1969年)ウンベルト・レンツィ監督
- 『殺し（バトル・キラー）』（1971年）ロマン・ギャリー監督
- 『新・さすらいの用心棒/ベン&チャーリー』（1972年/未/TV放映/dvd）（クレジットなし）ミケーレ・ルーポ監督
- 『マルキ・ド・サドのジュスティーヌ』（1972年/未/ビデオ）
- 『大西部無頼列伝』(1971年)フランク・クレーマー（ジャンフランコ・パロリーニ）監督
- 『西部決闘史』（1972年）フランク・クレーマー（ジャンフランコ・パロリーニ）監督
- 『怪奇!魔境の裸族』（1972年）（助監督）ウンベルト・レンツィ監督
- 『怒りのガンマン/銀山の大虐殺（ガンファイター）』（1973年/未/TV放映/ビデオ）（クレジットなし）ジャンカルロ・サンティ監督
- 『ミラノ殺人捜査網』（1974年/未/TV放映）（助監督）ウンベルト・レンツィ監督
- 『カランボラ』（1974年/未ソフト化）（助監督も）フェルディナンド・バルディ監督
- 『カリフォルニア/ジェンマの復讐の用心棒』（1976年/未/TV放映/ビデオ）ミケーレ・ルーポ監督
- 『テンタクルズ』（1977年）（クレジットなし）オリヴァー・ヘルマン（オヴィディオ・G・アソニティース）監督
- 『戦争と友情』（1978年）（スタント・コーディネーターも）ハンク・マイルストーン（ウンベルト・レンツィ）監督
- 『ホゥリー・マウンテンの秘宝/密林美女の謝肉祭（食人伝説）』(1978年/未/ビデオ)（助監督も）セルジオ・マルティーノ監督
- 『サンゲリア』（1979年）（クレジットなし）ルチオ・フルチ監督
- 『食人帝国』（1980年/未/ビデオ）（助監督も）ウンベルト・レンツィ監督
- 『砂漠のライオン』(1981年)（テクニカル・アドバイザーも）ムスターファ・アッカド監督
- 『マルコ・ポーロ/シルクロードの大冒険』（1982年/TVミニ・シリーズ）（殺陣も）ジュリアーノ・モンタルド監督
- 『オポネント（ダイナマイト・ボクサー）』(1987年/未/ビデオ/TV放映)（助監督）マーティン・ドルマン（セルジオ・マルティーノ）監督
- 『コロンブス/大いなる生涯』（1985年/TVミニ・シリーズ）（助監督も）アルベルト・ラトゥアーダ監督
- 『片腕サイボーグ』（1985年）（助監督も）マーティン・ドルマン（セルジオ・マルティーノ）監督
- 『地獄の軍団/密林のテクノ・コマンドー』（1985年/未/ビデオ）（助監督も）ウンベルト・レンツィ監督
- 『ブリッジ・トゥ・ヘル』（1986年/未/ビデオ）（助監督）ウンベルト・レンツィ監督
- 『地獄のウォータイム』（1986年/未/ビデオ）（助監督）ウンベルト・レンツィ監督
- 『バンパイア/最後の晩餐』（1987年）（助監督）ランベルト・バーヴァ監督
- 『地獄のミッション』（1987年/未/ビデオ）（助監督）トニーノ・ヴァレリイ監督
- 『インクアイリー/審問』(1987年)（スタント・コーディネーターも）ダミアーノ・ダミアーニ監督
- 『タイム・トゥ・キル/愛と勇気の戦場（エネミー・オブ・ウォー）』（1989年/未/ビデオ/dvd）（スタント・コーディネーターも）ジュリアーノ・モンタルド監督
- 『コップ・ターゲット/狼の牙』(1990年)（助監督も）ハンフリー・ハンバート（ウンベルト・レンツィ）監督
- 『ブラック・デモンズ』（1991年/未/ビデオ）（助監督も）ウンベルト・レンツィ監督